# 猪塚武
猪塚 武（いづか たけし、1967年9月19日 - ）は、日本の連続起業家（シリアル・アントレプレナー）。vKirirom Pte., Ltd. 代表取締役兼CEO。キリロム工科大学創業者。2代目一般社団法人WAOJE代表理事。

## 人物
香川県さぬき市出身。早稲田大学理工学部卒業、東京工業大学修士課程修了。当初は大前研一の影響で政治家を志しており、アクセンチュアを退社後1997年東京都議会議員選挙大田区選挙区、2000年の第42回衆議院議員総選挙香川2区に立候補したがいずれも大差で敗れ、政治活動を引退。1998年に株式会社デジタルフォレスト社を設立。アクセス解析ソフトVisionalistを開発し、2009年にNTTコミュニケーションズに事業売却。
2010年に日本を離れ、4年間のシンガポール生活を経て、2014年カンボジア(プノンペン)に移住する。2011年にカンボジアでエコツーリズム事業をスタート。2014年にはキリロム工科大学を設立。世界的な起業家組織EO(Entrepreneurs' Organization)の日本支部会長、カンボジア支部ファウンダー、アジアの理事を歴任。2018年4月より日本人起業家のグローバルネットワークである一般社団法人WAOJEの代表理事を務める。
現在はキリロム工科大学の経営からは退いているが、キリロムグループ(vKirirom Pte. Ltd.) 代表取締役兼CEO、vKirirom Japan株式会社 代表取締役社長、A2A Town(Cambodia) Co., Ltd. President, キリロムデジタル株式会社 代表取締役社長を兼務は継続中。

## 受賞
- 2016年9月　東京ニュービジネス協議会 国際アントレプレナー賞　最優秀賞[5]
- 2018年10月　楽天テクノロジー＆イノベーションアワード2018　楽天エンパワーメント賞[6]
- 2019年1月　第44回経済界 グローバルチャレンジ賞[7]